# دنیل آلن
دانیل سوزان آلن (انگلیسی: Danielle Allen؛ زادهٔ ۳ نوامبر ۱۹۷۱) کارشناس سیاسی اهل ایالات متحده آمریکا است. او استاد دانشگاه جیمز برایانت کنانت در دانشگاه هاروارد است. آلن قبل از پیوستن به دانشکده هاروارد در سال ۲۰۱۵، استاد بنیاد UPS در مؤسسه مطالعات پیشرفته در پرینستون، نیوجرسی بود.
وی همچنین برندهٔ جوایزی همچون برنامه یاران مک‌آرتور شده‌است.